# Jasmine Blocker
Jasmine Blocker (9 giugno 1992) è una velocista statunitense, specializzata nei 400 metri piani e campionessa mondiale della staffetta 4×400 metri mista a Doha 2019.

## Palmarès
| Anno | Manifestazione   | Sede     | Evento        | Risultato | Prestazione | Note  |
| ---- | ---------------- | -------- | ------------- | --------- | ----------- | ----- |
| 2018 | Campionati NACAC | Toronto  | 4×400 m       | Oro       | 3'26"08     |       |
| 2019 | World Relays     | Yokohama | 4×400 m mista | Oro       | 3'16"43     |       |
| 2019 | Mondiali         | Doha     | 4×400 m mista | Oro       | 3'09"34     | [ 2 ] |